# Fotopolarymetr
Fotopolarymetr – przyrząd do pomiaru strumienia świetlnego i stopnia polaryzacji odbitego światła. Łączy w sobie funkcje fotometru i polarymetru.
Fotopolarymety stosowane są jako przyrządy pomiarowe zarówno w astronomicznych teleskopach naziemnych, jak też w sondach kosmicznych. Wykorzystywały go m.in. europejska sonda Infrared Space Observatory (ISO) i obie sondy programu Voyager.